# تشارلز دانغلو
تشارلز دانغلو (بالإنجليزية: Charles D'Angelo)‏ هو مدرب حياة ‏ أمريكي، ولد في 24 أكتوبر 1985 في سانت لويس في الولايات المتحدة.